# Erlbach (Vogtland)
Erlbach (Vogtland) este o comună din landul Saxonia, Germania.